# Senaspis haemorrhoa
Senaspis haemorrhoa là một loài ruồi trong họ Ruồi giả ong (Syrphidae). Loài này được Gerstaecker mô tả khoa học đầu tiên năm 1871. Senaspis haemorrhoa phân bố ở vùng Châu Phi